# Naukowy Przegląd Dziennikarski
Naukowy Przegląd Dziennikarski (http://naukowy-przeglad-dziennikarski.org) - naukowe czasopismo poświęcone mediom oraz nauce o dziennikarstwie.
Jest pierwszym w Polsce  pismem naukowym wydawanym, od początku swego istnienia (2012 rok), w formie elektronicznej z wolnym dostępem dla każdego zainteresowanego. Znajduje się na liście czasopism punktowanych prowadzonej przez Ministerstwo Edukacji i Nauki.
Pomysłodawcą kwartalnika był prof. zw. dr hab. Kazimierz Wolny-Zmorzyński, który od początku jest jego redaktorem naczelnym. Założył go wraz z mgr Urszulą Kuźnik, dr Krzysztofem Groniem i dr Mateuszem Zimnochem (wszyscy w 2012 roku związani z Uniwersytetem Jagiellońskim)- te cztery osoby stanowiły pierwszy zespół redakcyjny pisma.

## Założenia programowe
Naukowy Przegląd Dziennikarski jest forum dla teoretyków poszukujących nowatorskich rozwiązań problemów związanych z dziennikarstwem i mediami, a ich badania są drogowskazem dla praktyków. Pismo jest otwarte dla każdego, kto w nauce o dziennikarstwie ma coś ważnego i ciekawego do powiedzenia, zwraca uwagę na zapomniane zjawiska, ale przede wszystkim pochyla się nad najnowszymi.
Artykuły i rozprawy, które ukazują się w Naukowym Przeglądzie Dziennikarskim mówią o wymianie doświadczeń, pokazują jak wygląda współczesne dziennikarstwo i stan badań mediów w Polsce, Europie i na świecie.
Teksty w Naukowym Przeglądzie Dziennikarskim są zamieszczane w języku rodzimym autora, natomiast ich streszczenia w językach kongresowych. Wszystkie artykuły, które ukazują się na stronach Naukowego Przeglądu Dziennikarskiego są recenzowane (stosowane są tzw. ślepe recenzje), a nazwiska recenzentów są publikowane systematycznie każdego roku.
Dzięki publikacjom w Naukowym Przeglądzie Dziennikarskim wielu młodych badaczy mediów miało otwierane przewody doktorskie, a dla kilkunastu były wsparciem w przewodach habilitacyjnych zakończonych sukcesem.

## Wydawca pisma
Wydawcą pisma jest Towarzystwo Studiów Dziennikarskich.

## Redakcja
Redakcja Naukowego Przeglądu Dziennikarskiego skupia wokół siebie badaczy mediów:
prof. zw. dr hab. Kazimierz Wolny-Zmorzyński – redaktor naczelny – Uniwersytet Śląski
mgr Urszula Kuźnik  – I zastępca redaktora naczelnego – Uniwersytet Warszawski,
prof. UR dr hab. Wojciech Furman – z-ca redaktora naczelnego – Uniwersytet Rzeszowski, prof. UŚ dr hab. Krystyna Doktorowicz – Uniwersytet Śląski
prof. UJ dr hab. Ryszard Filas – Uniwersytet Jagielloński
dr Krzysztof Groń – Politechnika Śląska
mgr Ada Grzelewska – redaktor językowy – Uniwersytet Śląski
prof. zw. dr hab. Jerzy Jastrzębski – Uniwersytet Wrocławski
prof. dr hab. Tadeusz Kononiuk – Uniwersytet Warszawski
dr hab. Krzysztof Kowalik – Uniwersytet Warszawski
dr Paweł Kuca Uniwersytet Rzeszowski
dr Ryszard Tomasz Paulukiewicz – Uniwersytet Śląski
dr Paweł Płaneta Uniwersytet Jagielloński – sekretarz redakcji
Cao Yang – sekretarz redakcji ds. współpracy międzynarodowej – Uniwersytet Jagielloński

## Redaktorzy językowi
prof. dr hab. Antonello Folco Biagini (język włoski)
prof. dr hab. Fabio Giglioni (język włoski)
mgr Ada Grzelewska (język polski)- kierownik Zespołu
dr Collin Hales (język angielski)
prof. dr hab. Victor Khroul (język rosyjski)
dr Dafne Garcia Lucerno (język hiszpański)
prof. dr hab. Michael Roither (język niemiecki)
prof. dr hab. Jean Thierry (język francuski)

## Współpracownicy
dr Katarzyna Bernat (Radio eM Kielce)
Tytus Ferenc (UJ)
dr Krzysztof Groń (PŚ)
Joanna Kędra (Finlandia)
Amelia Serraller (Hiszpania)
dr Magdalena Winiarska (Francja)

## Członkowie Rady Naukowej
prof. zw. dr hab. Janusz W. Adamowski – Uniwersytet Warszawski
ks. prof. dr hab. Tadeusz Bąk – Uniwersytet Kardynała Stefana Wyszyńskiego
prof. UŚ dr hab. Krystyna Doktorowicz – Uniwersytet Śląski
dr hab. Dagmara Głuszek-Szafraniec – Uniwersytet Śląski
prof. dr hab. Alicja Jaskiernia – Uniwersytet Warszawski
prof. UJ dr hab. Wojciech Kajtoch – Uniwersytet Jagielloński
prof. UJ dr hab. Andrzej Kaliszewski – Uniwersytet Jagielloński
dr Małgorzata Kolankowska – Uniwersytet Wrocławski
prof. UŚ. dr hab. Mariusz Kolczyński
prof. dr hab. Viktor Khroul – Uniwersytet Łomonosowa Moskwa i National Research University Higher School of Economics
prof. dr hab. María José Pérez – Universidad Complutense Madrid
ks. prof. dr hab. Wojciech Misztal – Uniwersytet Papieski Jana Pawła II w Krakowie
prof. dr hab. Peter Patrovics – Eötvös Loránd Tudományegyetem Budapest
prof. dr hab. Michael Roither  – Eisenstadt Univeristaet
prof. dr hab. Qu Ru – Beijing Institute of Intercutural Communication Beijing International Studies University
prof. UŚ dr hab. Paweł Sarna – Uniwersytet Śląski
prof. dr hab. Jacek Sobczak – Uniwersytet Humanistyczno-Przyrodniczy Częstochowa –
prof. zw. dr hab. Krzysztof Stępnik – Uniwersytet Marii Curie-Skłodowskiej
prof. UW dr hab. Dariusz Tworzydło – Uniwersytet Warszawski
dr Paweł Urbaniak – Uniwersytet Wrocławski
dr hab. Mirosława Wielopolska-Szymura- Uniwersytet Śląski
prof. dr hab. Aleksander Woźny – Uniwersytet Wrocławski
prof. dr hab. Irena Zavrl dr h.c. – Eisenstadt Univeristaet